# Xã Rockford, Quận Carroll, Missouri
Xã Rockford (tiếng Anh: Rockford Township) là một xã thuộc quận Carroll, tiểu bang Missouri, Hoa Kỳ. Năm 2010, dân số của xã này là 98 người.